# Holzmühle (Leutershausen)

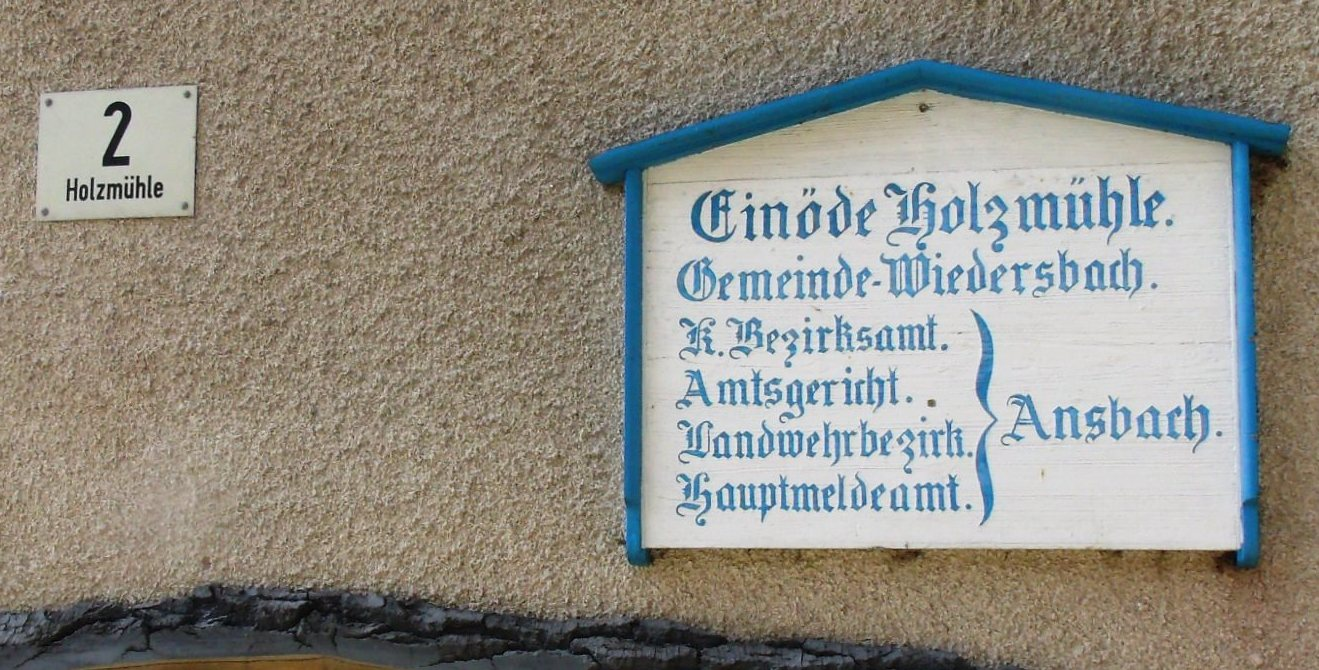
Historisches Ortsschild

Holzmühle (fränkisch: Holz-mil) ist ein Gemeindeteil der Stadt Leutershausen im Landkreis Ansbach (Mittelfranken, Bayern). Holzmühle liegt in der Gemarkung Wiedersbach.

## Geografie
Die Einöde liegt am Krämleinsbach (im 19. Jahrhundert auch „Krümmleinsbach“ genannt), einem linken Zufluss der Altmühl, und am nordwestlichen Rand des Rauenbucher Waldes, den auch die Bahnstrecke Nürnberg–Crailsheim berührt. 0,5 km östlich erhebt sich der Rauenberg (466 m ü. NHN), 0,5 km westlich der Kühnberg. Eine Gemeindeverbindungsstraße führt nach Wiedersbach (0,9 km nordöstlich) bzw. zur Staatsstraße 2249 (0,5 km südwestlich).

## Geschichte
Der Ort wurde 1318 als „Holtzmule“ erstmals urkundlich erwähnt. Der Ortsname bedeutet zur Mühle am Wald. Die Getreidemühle gehörte zur Herrschaft Lüchau zu Wiedersbach und kam 1591 auf dem Erbwege in den Besitz der Herrschaft Eyb. Laut dem 16-Punkte-Bericht des brandenburg-ansbachischen Amtes Leutershausen von 1681 bestand die Mühle aus zwei Mannschaften; die zweite „erst vor kurzem neu wieder aufgebaut“ – wohl nach Zerstörung im Dreißigjährigen Krieg. In den Johann Georg Vetterschen Oberamtsbeschreibungen von 1732 wurde die „Holtz Mühl“ als eine „adelich Widerspachischer Mühl“ aufgelistet, die nach St. Peter in Leutershausen gepfarrt war und den Zehnt der Herrschaft Eyb zu Wiedersbach zu geben hatte. Die Vogtei inner Etters lag beim Eybschen Rittergut Wiedersbach, die Vogtei außer Etters und die Fraisch waren Rechte des brandenburg-ansbachischen Stadtvogteiamtes Leutershausen. Daran änderte sich bis zum Ende des Alten Reiches nichts. Von 1797 bis 1808 unterstand der Ort dem Justizamt Leutershausen und Kammeramt Colmberg.
Im Rahmen des Gemeindeedikts wurde Holzmühle dem 1808 gebildeten Steuerdistrikt Wiedersbach zugewiesen. Sie gehörte auch der 1810 gegründeten Ruralgemeinde Wiedersbach an. Die seit 1796 bestehende eybsche Patrimonialgerichtsbarkeit zu Wiedersbach-Rammersdorf endete 1842 durch Verzicht. 1851 stellte die Holzmühle mit Georg Häslein den Bürgermeister der Gemeinde Wiedersbach.
Im Zuge der Gebietsreform in Bayern wurde Wiedersbach und damit auch die Holzmühle zum 1. Januar 1972 in die Stadt Leutershausen eingemeindet.

### Baudenkmal
- Haus Nr. 1: ehemalige Holzmühle, Wohngebäude, zweigeschossiger Satteldachbau, mit Putzgliederungen und Fachwerkgiebel, 18. Jahrhundert, bezeichnet 1818; Scheune, massiver Satteldachbau, einseitig mit Krüppelwalm, mit Fachwerkgiebel, 1801.[19]

### Einwohnerentwicklung
| Jahr      | 001818 | 001840 | 001861 | 001871 | 001885 | 001900 | 001925 | 001950 | 001961 | 001970 | 001987 |
| Einwohner | 6      | 7      | *      | 9      | 21     | 8      | 6      | 12     | 16     | 14     | 3      |
| Häuser    | 2      | 1      |        |        | 2      | 2      | 1      | 1      | 2      |        | 2      |
| Quelle    | [ 21 ] | [ 22 ] | [ 23 ] | [ 24 ] | [ 25 ] | [ 26 ] | [ 27 ] | [ 28 ] | [ 29 ] | [ 30 ] | [ 1 ]  |

## Religion
Der Ort ist seit der Reformation evangelisch-lutherisch geprägt und war ursprünglich nach St. Johannes Baptista (Wiedersbach) gepfarrt, seit der zweiten Hälfte des 19. Jahrhunderts ist die Pfarrei nach St. Peter (Leutershausen) zuständig. Die Einwohner römisch-katholischer Konfession waren ursprünglich nach Kreuzerhöhung (Schillingsfürst) gepfarrt, heute ist die Pfarrei St. Vitus (Neunstetten) zuständig.